# Vigna hosei
Vigna hosei là một loài thực vật có hoa trong họ Đậu. Loài này được (Craib) Backer miêu tả khoa học đầu tiên.